# Pitkäjärvi (Övertorneå socken, Norrbotten, 741046-183719)
Pitkäjärvi är en sjö i Övertorneå kommun i Norrbotten och ingår i Torneälvens huvudavrinningsområde. Pitkäjärvi ligger i Torne och Kalix älvsystem Natura 2000-område.